# Welcome to the Ballroom
Welcome to the Ballroom (ボールルームへようこそ?, Bōrurūmu e yōkoso, lett. "Benvenuti alla sala da ballo") è un manga scritto e disegnato da Tomo Takeuchi, serializzato sul Monthly Shōnen Magazine di Kōdansha dal 5 novembre 2011. Un adattamento anime, dal titolo Benvenuti al ballo e prodotto da Production I.G, è stato trasmesso in Giappone tra l'8 luglio e il 16 dicembre 2017.

## Personaggi
Tatara Fujita (富士田 多々良?, Fujita Tatara)
Doppiato da: Shinba Tsuchiya
Kiyoharu Hyōdō (兵藤 清春?, Hyōdō Kiyoharu)
Doppiato da: Nobuhiko Okamoto
Shizuku Hanaoka (花岡 雫?, Hanaoka Shizuku)
Doppiata da: Ayane Sakura
Kaname Sengoku (仙谷 要?, Sengoku Kaname)
Doppiato da: Toshiyuki Morikawa

## Media

### Manga
Il manga, scritto e disegnato da Tomo Takeuchi, ha iniziato la serializzazione sulla rivista Monthly Shōnen Magazine di Kōdansha il 5 novembre 2011. Il primo volume tankōbon è stato pubblicato il 17 maggio 2012 e al 4 novembre 2022 ne sono stati messi in vendita in tutto dodici. Negli Stati Uniti i diritti sono stati acquistati da Kodansha Comics USA.
In Italia la serie è stata annunciata durante il Lucca Comics & Games 2022 da Star Comics che la pubblica dal 15 febbraio 2023. La traduzione dei testi è curata da Yaeka Yoshida (volumi 1-5) e Mauro Baratta (dal volume 6), mentre il lettering è realizzato da Federica Bellinato. I capitoli vengono denominati Heat.

#### Volumi
| 1  | 17 maggio 2012 | ISBN 978-4-06-371329-9 | 15 febbraio 2023  | ISBN 978-88-226-3873-1 (ed. regolare) ISBN 978-88-226-3918-9 (ed. limitata) |
| 1  | Capitoli - 1. Benvenuto all'Ogasawara Dance Studio (小笠原ダンススタジオへようこそ?, Ogasawara Dansu Sutajio e youkoso) - 2. Shadows Basic (シャドー・ベーシック?, Shadō Bēshikku) - 3. Balla il valzer (ワルツを踊れ?, Warutsu o odore) |                        |                   |                                                                             |
| 2  | 17 luglio 2012 | ISBN 978-4-06-371339-8 | 15 marzo 2023     | ISBN 978-88-226-3875-5                                                      |
| 2  | Capitoli - 4. Prince Mikasa Cup (三笠宮杯?, Mikasa no miya hai) - 5. Dancer's High (ダンサーズ・ハイ?, Dansāzu Hai) - 6. Partner (パートナー?, Pātonā) - 7. Il palco di Tatara (たたらの舞台?, Tatara no butai) |                        |                   |                                                                             |
| 3  | 16 novembre 2012 | ISBN 978-4-06-371354-1 | 17 maggio 2023    | ISBN 978-88-226-4039-0                                                      |
| 3  | Capitoli - 8. Coppa Tenpei (天平杯?, Tenpei hai) - 9. Realtà (現実?, Genjitsu) - 10. Target (ターゲット?, Tāgetto) - 11. Fiore e cornice (花と額縁?, Hana to gakubuchi) - Extra. Ogasawara Dance Studio - Girls Talk (小笠原ダンススタジオガールズトーク?, Ogasawara Dansu Sutajio Gāruzu Tōku) |                        |                   |                                                                             |
| 4  | 17 aprile 2013 | ISBN 978-4-06-371373-2 | 12 luglio 2023    | ISBN 978-88-226-4179-3                                                      |
| 4  | Capitoli - 12. Gaju Akagi (赤城賀寿?, Akagi Gaju) - 13. Voltage (ボルテージ?, Borutēji) - 14. Sensazione (伝播?, Denpa) - 15. Routine speciale (特別振り付け?, Tokubetsu furitsuke) - 16. Verdetto (判定?, Hantei) |                        |                   |                                                                             |
| 5  | 17 settembre 2013 | ISBN 978-4-06-371388-6 | 20 settembre 2023 | ISBN 978-88-226-4253-0                                                      |
| 5  | Capitoli - 17. Non è troppo tardi (遅くない?, Osokunai) - 18. Incontro formale (出会い?, Deai) - 19. Lezione (レッスン?, Ressun) - 20. Una strana ragazza (変な子?, Hen'na ko) - 21. Basics (ベーシック?, Bēshikku) |                        |                   |                                                                             |
| 6  | 17 aprile 2014 | ISBN 978-4-06-371413-5 | 15 novembre 2023  | ISBN 978-88-226-4376-6                                                      |
| 6  | Capitoli - 22. Inversione di ruoli (男女逆転?, Danjo gyakuten) - 23. Formazione (結成?, Kessei) - 24. Il compromesso per sopravvivere (譲歩の活路?, Jōho no katsuro) - 25. Subdolo (ずるい?, Zurui) - 26. Apri gli occhi (自覚せよ?, Jikaku seyo) |                        |                   |                                                                             |
| 7  | 17 novembre 2014 | ISBN 978-4-06-371450-0 | 23 gennaio 2024   | ISBN 978-88-226-4470-1                                                      |
| 7  | Capitoli - 27. In corso d'opera (途上?, Tojō) - 28. Grand Prix (グランプリ?, Guran Puri) - 29. Strange (Strange?) - 30. Illusione a quattro gambe (4本足の眩暈?, 4 pon ashi no memai) - 31. Ritiro a Karuizawa (軽井沢合宿?, Karuizawa gasshuku) - 32. Cavallo selvaggio intimorito (気負けの荒馬?, Kimake no arauma) - Extra. Come sarebbero leader e partner, se i ruoli fossero invertiti?! (「リーダーとパートナーあべこべでどう組んだらいいんだよ!!」の巻?, 「Rīdā to Pātonā abekobe de dō kundara īndayo!!」no maki) |                        |                   |                                                                             |
| 8  | 16 ottobre 2015 | ISBN 978-4-06-371468-5 | 19 marzo 2024     | ISBN 978-88-226-4591-3                                                      |
| 8  | Capitoli - 33. Blind (ブラインド?, Buraindo) - 34. Sapersi esprimere (表現者?, Hyōgen sha) - 35. Il torneo di Tokyo (都民大会?, Tomin taikai) - 36. La coppia numero 13 (背番号13?, Sebangō 13) |                        |                   |                                                                             |
| 9  | 23 giugno 2017 | ISBN 978-4-06-392588-3 | 14 maggio 2024    | ISBN 978-88-226-4853-2                                                      |
| 9  | Capitoli - 37. Il vaso di fiori e il barile (花瓶とビア樽?, Kabin to bia taru) - 38. Chinatsu e Akira (千夏と明?, Chinatsu to Akira) - 39. Homecoming (Homecoming?) - 40. Gioco a somma zero (ゼロ和ゲーム?, Zero wa Gēmu) - 41. Accordo (着地点?, Ki chiten) |                        |                   |                                                                             |
| 10 | 17 gennaio 2020 | ISBN 978-4-06-518385-4 | 9 luglio 2024     | ISBN 978-88-226-4990-4 (ed. regolare) ISBN 978-88-226-5064-1 (ed. Variant)  |
| 10 | Capitoli - 42. Presa di coscienza ed evoluzione (気付きと進化?, Kizuki to shinka) - 43. Intrappolato (逼塞者?, Hissoku-sha) - 44. La finale del torneo di Tokyo (都民大会A級戦 決勝?, Tomin taikai ē-kyu-sen kesshō) - 45. Universi confinanti (隣人 宇宙が如し?, Rinjin Uchuu ga gotoshi) - 46. Domare il cavallo selvaggio (じゃじゃ馬ならし?, Jajaumanarashi) - 47. Occasione di vittoria per il doppio leader (Wリーダーの勝機?, Daburu Rīdā no shōki) - 48. Il ritorno (回帰?, Kaiki)                                 |                        |                   |                                                                             |
| 11 | 16 aprile 2021 | ISBN 978-4-06-522780-0 | 24 settembre 2024 | ISBN 978-88-226-5110-5                                                      |
| 11 | Capitoli - 49. Judge (ジャッジ?, Jajji) - 50. - 51. CALL (コール?, Kōru) - 52. - 53. Nuovi atleti (新しい選手?, Atarashī senshu) - 54. La notte in cui volavano le zanzare (蚊が飛ぶ夜?, Ka ga tobu yoru) - 55. L'osservatore (見やる者?, Miyaru mono) - 56. Squarcio bianco (白裂?, Shiro retsu) - 57. Del tutto ignoto (杳として?, Yōto shite) - Extra. Storie brevi (contenuti speciali di Blu-ray e DVD) (アニメBlu-ray&DVD特典収録 ショートストーリーズ?, Anime Buru-ray & DVD tokuten shūroku shōto Sutōrīzu)        |                        |                   |                                                                             |
| 12 | 4 novembre 2022 | ISBN 978-4-06-529436-9 | 19 novembre 2024  | ISBN 978-88-226-5240-9                                                      |
| 12 | Capitoli - 58. Studente incapace (劣等生?, Rettōsei) - 59. Studenti modello (優等生?, Yūtōsei) - 60. Persone gentili (優しい人?, Yasashī hito) - 61. Una ventata d'aria fresca (新風?, Shinpū) - 62. Sulla strada del ritorno (立ち返り路を進む?, Tachikaeri-michi o susumu) - 63. Il mondo sta cambiando (世界 変わりゆく?, Sekai kawari yuku) - 64. Caduta (瓦解?, Gakai) - 65. Caduta ② (瓦解②?, Gakai ②) - 66. Ripartenza (再出発?, Sai shuppatsu)                                                                     |                        |                   |                                                                             |

##### Capitoli non ancora in formatotankōbon
Questa lista è suscettibile di variazioni e potrebbe essere incompleta o non aggiornata.

- 67.  (来訪者?, Raihōsha)
- 68.  (来訪者②?, Raihōsha ②)
- 69.  (来訪者③?, Raihōsha ③)
- 70.  (来訪者④?, Raihōsha ④)
- 71.  (セパレート?, Separēto)
- 72.  (練習会?, Renshū-kai)

### Anime

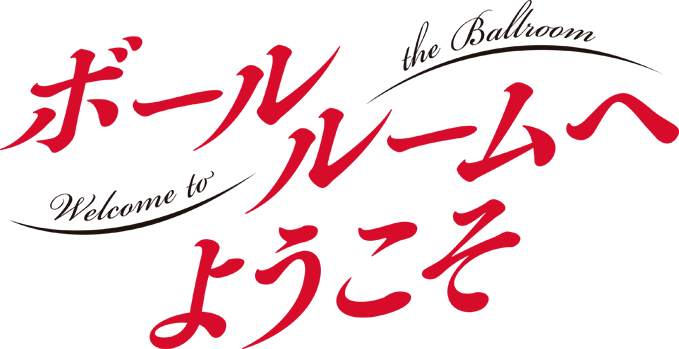
Logo della serie

Annunciato il 6 gennaio 2017 sul Monthly Shōnen Magazine di Kōdansha, un adattamento anime di ventiquattro episodi, prodotto da Production I.G e diretto da Yoshimi Itazu, è andato in onda dall'8 luglio al 16 dicembre 2017. La composizione della serie è stata affidata a Ken'ichi Suemitsu, mentre la colonna sonora è stata composta da Yūki Hayashi. Le sigle di apertura e chiusura sono rispettivamente 10% Roll, 10% Romance degli Unison Square Garden e Maybe the Next Waltz di Mikako Komatsu, poi sostituite dalla seconda metà da Invisibile Sensation degli Unison Square Garden e Swing Heart Direction di Komatsu. Gli episodi sono stati trasmessi in streaming in simulcast esclusivamente da Amazon su Anime Strike negli Stati Uniti e su Amazon Video, anche coi sottotitoli in lingua italiana, nel resto del mondo.

#### Episodi
| Nº | Titolo italiano Giapponese 「Kanji」 - Rōmaji                                                                  | In onda           | In onda |
| Nº | Titolo italiano Giapponese 「Kanji」 - Rōmaji                                                                  | Giapponese        |         |
| 1  | Benvenuto alla scuola di ballo Ogasawara 「小笠原ダンススタジオへようこそ」 - Ogasawara dansu sutajio e yōkoso | 8 luglio 2017     |         |
| 2  | Kiyoharu Hyodo 「兵藤清春」 - Hyōdō Kiyoharu                                                                   | 15 luglio 2017    |         |
| 3  | Ballare il valzer 「ワルツを踊れ」 - Warutsu o odore                                                           | 22 luglio 2017    |         |
| 4  | L'euforia del ballerino 「ダンサーズ・ハイ」 - Dansāzu Hai                                                     | 29 luglio 2017    |         |
| 5  | Partner 「パートナー」 - Pātonā                                                                                | 29 luglio 2017    |         |
| 6  | Linea di ballo 「ライン・オブ・ダンス」 - Rain obu Dansu                                                       | 19 agosto 2017    |         |
| 7  | Coppa Tenpei 「天平杯」 - Tenpei-hai                                                                           | 20 agosto 2017    |         |
| 8  | Realtà 「現実」 - Genjitsu                                                                                     | 26 agosto 2017    |         |
| 9  | La cornice del fiore 「花と額縁」 - Hana to gakubuchi                                                          | 2 settembre 2017  |         |
| 10 | Tensione 「ボルテージ」 - Borutēji                                                                             | 9 settembre 2017  |         |
| 11 | Valutazione 「評価」 - Hyōka                                                                                   | 16 settembre 2017 |         |
| 12 | Incontro 「出会い」 - Deai                                                                                     | 24 settembre 2017 |         |
| 13 | Appuntamento al buio 「お見合い」 - Omiai                                                                      | 1º ottobre 2017   |         |
| 14 | Congiunzione 「結成」 - Kessei                                                                                 | 8 ottobre 2017    |         |
| 15 | Lascia fare a me 「じゃじゃ馬ならし」 - Jajaumanarashi                                                         | 15 ottobre 2017   |         |
| 16 | A quattro gambe 「四本足」 - Yonhon ashi                                                                       | 22 ottobre 2017   |         |
| 17 | Mattatore 「表現者」 - Hyōgen-sha                                                                              | 29 ottobre 2017   |         |
| 18 | Coppia n° 13 「背番号13」 - Sebangō 13                                                                         | 5 novembre 2017   |         |
| 19 | Rivale 「敵」 - Raibaru                                                                                        | 12 novembre 2017  |         |
| 20 | Amica 「友達」 - Tomodachi                                                                                     | 19 novembre 2017  |         |
| 21 | La porta 「扉」 - Doa                                                                                          | 26 novembre 2017  |         |
| 22 | Dama-Cavaliere 「リーダーパートナー」 - Rīdā Pātonā                                                            | 3 dicembre 2017   |         |
| 23 | Tradizione e innovazione 「伝統と進化」 - Dentō to shinka                                                      | 10 dicembre 2017  |         |
| 24 | Welcome to the Ballroom 「ボールルームへようこそ」 - Bōrurūmu e yōkoso                                         | 17 dicembre 2017  |         |

## Accoglienza
Il manga è stato candidato al sesto e all'ottavo Manga Taishō, si è classificato nono in un sondaggio sui migliori venti manga per lettori maschi nell'edizione del 2013 della guida Kono manga ga sugoi! e ha ottenuto il settimo posto nella lista dei quindici manga più raccomandati dalle librerie giapponesi redatta nel 2013.